# Дели Јован
Дели Јован је планина на истоку Србије, на отприлике 250 km од Београда, а у близини Неготина и Бора.
Планина се углавном протеже правцем север-југ.
Припада планинама Карпатско-балканског планинског система, формираног током алпске орогенезе.
Планина је дугачка око 19 километара и њене границе планине су од места Плавне на северу, до брда Тилва Њагра на југу.
На планини влада субконтинентална клима.
Највиши врх ове планине је Црни врх (1.141 метар).